# Tenside, Surfactants, Detergents
Tenside, Surfactants, Detergents, abgekürzt Tenside Surfactants Deterg., ist eine wissenschaftliche Fachzeitschrift, die vom Carl Hanser Verlag im Auftrag der Gesellschaft Deutscher Chemiker, Abteilung Chemie des Waschens veröffentlicht wird. Die Zeitschrift wurde 1964 unter dem Namen Tenside gegründet, erweiterte ihn 1970 auf Tenside Detergents bevor 1986 die Verlängerung auf Tenside Surfactants Detergents erfolgte. Sie erscheint mit sechs Ausgaben im Jahr. Es werden Arbeiten veröffentlicht, die sich mit Tensiden beschäftigen.
Der Impact Factor lag im Jahr 2014 bei 0,739. Nach der Statistik des ISI Web of Knowledge wird das Journal mit diesem Impact Factor in der Kategorie angewandte Chemie an 55. Stelle von 72 Zeitschriften, in der Kategorie physikalische Chemie an 126. Stelle von 139 Zeitschriften und in der Kategorie chemische Ingenieurwissenschaft an 97. Stelle von 135 Zeitschriften geführt.